# Isola Roosevelt (Antartide)
L'Isola Roosevelt (in inglese: Roosevelt Island) è un'isola coperta dai ghiacci, lunga circa 130 km in direzione NW-SE, larga 65 km e con una superficie di circa 7.910 km², fatto che la rende la 91ª isola per superficie nel mondo.
L'Isola Roosevelt giace nel lato est della Banchisa di Ross, nel mare di Ross dell'Antartide. La sua massima elevazione raggiunge i 550 m sopra il livello del mare.

## Storia
Le venne dato questo nome dal Contro-Ammiraglio della US Navy Richard Evelyn Byrd nel 1934 in onore di Franklin Delano Roosevelt, l'allora presidente degli Stati Uniti d'America.
L'isola Roosevelt si trova nei confini della Dipendenza di Ross, rivendicazione della Nuova Zelanda sull'Antartide.